# Юзеф Максиміліан Оссолінський
Юзеф Каєтан Пйотр Максиміліан Оссолінський гербу Сокира (криптоніми: J. H. O., K. C.; J. M. h. O.; J. M. h. T. O.; J. M. h. z. T. O.; J. M. O.; пол. Józef Kajetan Piotr Maksymilian Ossoliński, 1748, Воля Мелецька — 17 березня 1826, Відень) — польський шляхтич, меценат. Засновник Національної бібліотеки імені Оссолінських.

## Життєпис
Народився 1748 року в родинному маєтку в с. Воля Мелецька поблизу міста Мелець. Батько — Міхал Оссолінський, чехувський каштелянич, матір — дружина батька Анна з Шанявських, старостянка хенцинська й августівська.
Разом із братом Каєтаном і сестрою Анною спочатку виховувалися й навчалися вдома. Потім навчався в єзуїтському закладі «Колегіум нобіліум», який закінчив 1771 року (одним з його вчителів був Адам Нарушевич).
У 1764—1783 роках був одним із засновників і авторів наукового часопису «Zabawy przyjemne i pożyteczne».
У квітні 1793 року почав постійно мешкати у власному будинку у Відні. Його проавстрійську політичну орієнтацію та приязні стосунки з Ф. М. Тугутом, який став австрійським міністром закордонних справ, взяли до уваги польські емігранти, які мешкали в Ляйпцигу та готували повстання. У вересні 1793 року Тадеуш Костюшко повідомив Ю. М. Оссолінському про свої плани.
Близько 1800 року викристалізувався його план створення зі своєї збірки народної фундації для Галичини. У 1817 році: придбав зруйновані приміщення колишнього монастиря сестер ордену кармеліток. доручив Єжи Глоговському опрацювати план перебудови приміщення колишнього монастиря сестер ордену кармеліток взутих. 4 червня 1817 року цісар Франц І затвердив «Заснування родинне громадської бібліотеки імені Оссолінських». Після відновлення діяльности Львівського університету став одним із фундаторів у ньому катедри польської мови та літератури. Австрійський уряд відзначив його діяльність титулом таємного радника та нагородив орденом святого Стефана.
У 1823 році осліп через катаракту.
Помер 17 березня 1826 року у Відні, похований на Матцляйндорфському цвинтарі.

### Сім'я
З 1785 року був одружений з донькою вислицького каштеляна Міхала Роха Яблоновського Тересою; розлучились 1791 року. Дітей не мали.

## Нагороди
- Командорський хрест Королівського угорського ордена Святого Стефана (1817, № 508)[8]